# Národní park Urha Kekkonena
Národní park Urha Kekkonena (finsky Urho Kekkosen kansallispuisto) je chráněná oblast kategorie IV dle klasifikace Mezinárodního svazu ochrany přírody. Nachází se v severofinské provincii Laponsko, na katastru sídel Savukoski, Sodankylä a Inari. Byl založen v roce 1983 a rozkládá se na ploše 2550 km2. Je to jedna z největších finských chráněných oblastí a nese jméno bývalého finského prezidenta Urha Kekkonena.
Severní částí tohoto různorodého parku protéká řeka Suomujoki. Značené stezky v jeho západní části nejsou náročné ani pro málo zkušené turisty, kdežto divočina je vhodná pro delší a náročnější túry.
V této oblasti je dosud běžným zdrojem obživy chov sobů.